# Porto Amboim
Porto Amboim este un oraș în Angola. Are o suprafață de 4,638 km².